# 約茲加特松樹林國家公園
39°48′21″N 34°48′55″E / 39.80590°N 34.81524°E

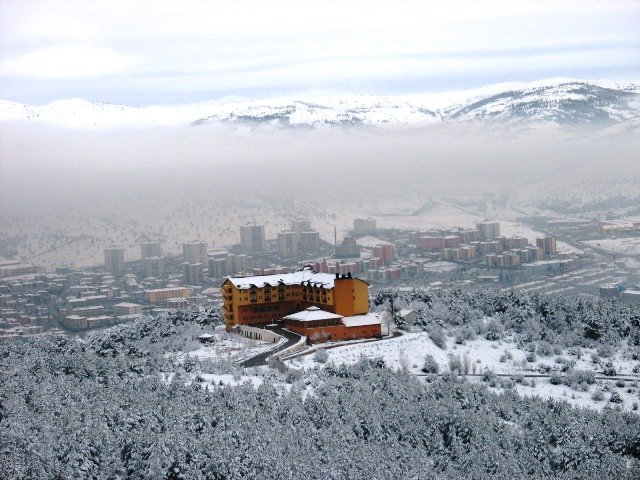

約茲加特松樹林國家公園是土耳其的國家公園，位於該國中部，處於中部安那托利亞地區，成立於1958年2月5日，面積2.6平方公里，最高點海拔高度1,524米。